# Йоан Ґріґоре Ґіка
Йоан Ґріґоре Ґіка (рум. Ioan Grigore Ghica; *10 грудня 1830 — †21 березня 1881) — румунський політик, міністр закордонних справ Князівства Румунія (29 вересня 1862 — 29 серпня 1863), міністр національної оборони Князівства Румунія протягом двох термінів: 19 липня 1861 — 29 вересня 1862 і 11 травня 1866 — 5 серпня 1866.
Був сином останнього господаря Молдови Ґріґоре Александру Ґіка. Служив також послом у Стамбулі, Відні, Римі та Санкт-Петербургу.